# Esporte Clube Taveirópolis
Esporte Clube Taveirópólis é um clube brasileiro de futebol da cidade de Campo Grande, capital do estado de Mato Grosso do Sul. Suas cores são branco, preto e vermelho. Considerado um dos clubes mais antigos de Mato Grosso do Sul, nunca venceu um estadual.

## História
O Taveirópolis foi fundado em 30 de julho de 1938. Por muitos anos, mandou jogos no Estádio Elias Gadia, com capacidade para três mil espectadores. O nome do estádio homenageia Elias Gadia, um dos maiores nomes do esporte sul-mato-grossense. O estádio foi transformado em uma praça de lazer para a comunidade local.
Depois da morte de seu ex-presidente Anivan Pereira da Rosa, assumiu Wagner Luis dos Santos, que por muito tempo trabalharam juntos para manter o time na série A do estado. Wagner Luís dos Santos manteve o clube na série A do campeonato estadual por mais um ano após a morte de Anivan até a chegada de Alceu Bueno ao cargo. Ele conseguiu levar o time em 2003 ao terceiro lugar no campeonato estadual Sul mato-grossense. Com as dificuldades financeiras durante a gestão de Anchieta (ex-jogador do Taveira), o mesmo não conseguiu dar sequência as atividades do clube, que ficou continua licenciado.
Em 2021, o clube ensaiou uma volta ao futebol nas categorias de base, mas denúncias de maus-tratos a jovens atletas fizeram o Taveirópolis desistir de jogar os campeonatos Sub-17 e Sub-20.
Atualmente presidido por Alécio Manoel de Farias (eleito em setembro de 2024), o clube iniciou projeto com as categorias de base que treina no distrito de Anhanduí, a 55 quilômetros de Campo Grande. 
Alécio afirma que não só o profissional retornará a campo, como também todas as categorias de base (Sub-15, Sub-17 e Sub-20) e o time feminino.